# Porta Lavernal
Porta Lavernal (em latim: Porta Lavernalis) foi uma porta da Muralha Serviana no Aventino cuja localização, no canto sudoeste da muralha, não é exatamente definida por causa da ausência completa de restos arqueológicos. 

## Localização
É possível que ela se abrisse sobre a Escada Cássia (Scalae Cassi) — onde, porém, alguns estudiosos localizam a Porta Trigêmina — que partia das margens do Tibre até o Aventino, na igreja de Santa Sabina seguindo o trajeto do atual Vicolo di Santa Sabina. Porém, é mais provável que ela ficasse no pequeno vale ao sul do Aventino, no flanco oriental do Bastião de Sangalo, onde hoje está a moderna Via di Porta Lavernale, ligado o Vicus Armilustri e a Via Ostiense. Esta localização pode ser confirmada nos estudos e relevos efetuados por Antonio da Sangallo, o Jovem, que construiu, por ordem do papa Paulo III Farnésio, o bastião ainda hoje visível na Via Marmorata. Ela ficava, portanto, numa posição intermediária entre a Porta Raudusculana e a margem do Tibre. Contudo, havia um "Bosque de Laverna" também na Via Salária, no norte da cidade. Se é outro lugar de culto à deusa protetora dos ladrões ou se Porta Laverna estava localizada mais para o norte, é uma questão que permanece aberto.

## Nome
Segundo Varrão, o nome desta porta era uma referência à proximidade de um altar (ou um pequeno templo) dedicado a deusa Laverna, padroeira dos ladrões. A mitologia romana de fato conta que naquela região existia uma mata fechada (dedicada à deusa) que servia de refúgio e esconderijo para os ladrões e seus objetos roubados. Um pouco mais adiante, ao longo do Tibre, estava a Porta Trigêmina, também conhecida como Porta Minúcia. Minúcio, por sua vez, era um dos nomes pelo qual era chamado Hércules, que descobriu ladrões e bandoleiros que, nas imediações, havia erigido um altar para agradecer aos deuses por o terem ajudado a recuperar seus bois roubados pelo ladrão Caco, que havia se refugiado na mata Lavernal.
Desta porta se seguia na direção do traçado antigo do começo da Via Laurentina.